# Тома Николов
Тома Николов Христов, наричан Поп Тома, Златоуст и Рузвелт, е български революционер, духовник и просветител, деец на българското възраждане в Македония.

## Биография
Тома Николов е роден около 1862 – 1863 година в бедно семейство в кичевското село Вранещица, тогава в Османската империя. Негов племенник е Евгени Попсимеонов, също революционер от ВМОРО. Учи в манастира „Света Богородица Пречиста“ от 1875 до 1878 година. След това две години от 1879 до 1881 година е учител в прилепската махала Варош, а в учебната 1881/1882 година – в Прилеп. В 1882 – 1885 година учи в Солунската българска гимназия. Прекъсва образованието си и от 1885 до 1888 година е главен учител в Кичево. На 27 август 1888 година е ръкоположен за дякон в Цариград и в продължение на 10 години е учител и дякон в Битоля. В 1896 година е назначен за екзархийски пратеник в Дебър. В 1897 година е ръкоположен за свещеник и от април 1899 година е архиерейски наместник в Кичево.
След създаването на Вътрешната македоно-одринска революционна организация Тома Николов влиза в редиците ѝ и става близък сътрудник на Даме Груев, Пере Тошев, Анастас Лозанчев, Павел Христов, Борис Сарафов и Христо Матов. Член е на Битолския окръжен революционен комитет и на революционните комитети в Кичево и Дебър.
В края на 1899 година Тома Николов е арестуван за революционна дейност и лежи една година в затворите в Кичево и Битоля, но е оправдан поради липса на доказателста. Веднага след освобождението му поп Тома отново е заподозрян и от 1902 година става нелегален в четата на капитан Тома Давидов, а след смъртта му влиза в четата на Славейко Арсов, действаща в Ресенско. Връща се в Кичевско с Васил Попов от Стара Загора и Христо Сугарев, брата на Георги Сугарев. Взима участие в Смилевския конгрес на Битолския революционен окръг (17 – 8 април 1903), който го натоварва да занесе протоколите на конгреса на Задграничното представителство в София.
Връща се в Македония след Илинденско-Преображенското въстание през 1904 година и става секретар на българската община в Кичево. Подпомага Даме Груев във възстановяването на организацията. В 1906 година при разкритията от Лигушевата афера поп Тома отново е арестуван и осъден на доживотен затвор. Лежи 9 месеца в Битолския затвор, но в 1908 година след Хуриета е амнистиран.
След Младотурската революция в 1908 година става деец на Съюза на българските конституционни клубове и е избран за делегат на неговия Учредителен конгрес от Кичево. Става председател на българската църковна община в Енидже Вардар, а по-късно през декември 1909 година Екзархията го назначава за управляващ българската Воденска епархия, където го заварва и Балканската война.
След Междусъюзническата война е арестуван от новите гръцки власти на 4 юли 1913 година заедно със секретаря си Порфирий Шайнов и няколкостотин други българи и затворен в Еди куле в Солун. Лежи в затвора до освобождението им на 14 март 1914 година.
След това се установява в София. След намесата на България в Първата световна война поп Тома става полкови свещеник на Пети полк (по-късно 63-ти) на Единадесета дивизия.
След края на войната Тома Николов работи като свещеник в църквата „Свети Николай“ в Горна баня, а след това в софийската черквица „Света Петка“, където през 1934 година е уволнен дисциплинарно, заради отслужването на панихида на член на ВМРО при кампанията на деветнадесетомайците срещу революционната организация. Умира на 18 август 1946 година.